# Port lotniczy Pawłodar
Port lotniczy Pawłodar – międzynarodowy port lotniczy położony 14 km na południowy wschód od centrum Pawłodaru, w obwodzie pawłodarskim, w Kazachstanie.

## Linie lotnicze i połączenia
| Linia Lotnicza | Kierunek                        |
| -------------- | ------------------------------- |
| FlyArystan     | 1. Ałmaty                       |
| Qazaq Air      | 1. Ałmaty 2. Astana 3. Szymkent |
| SCAT Airlines  | 1. Astana 2. Turkiestan         |